# Lázaro Cárdenas, Ocozocoautla de Espinosa
Lázaro Cárdenas är en ort i Mexiko.   Den ligger i kommunen Ocozocoautla de Espinosa och delstaten Chiapas, i den sydöstra delen av landet, 700 km sydost om huvudstaden Mexico City. Lázaro Cárdenas ligger 707 meter över havet och antalet invånare är 218.
Terrängen runt Lázaro Cárdenas är kuperad åt nordväst, men åt sydost är den platt. Runt Lázaro Cárdenas är det ganska glesbefolkat, med 40 invånare per kvadratkilometer. Närmaste större samhälle är Ocozocoautla de Espinosa, 15,4 km öster om Lázaro Cárdenas. I omgivningarna runt Lázaro Cárdenas växer huvudsakligen savannskog.